# Notitia provinciarum et civitatum Galliae
La Notitia provinciarum et civitatum Galliae (català: Registre de províncies i ciutats de la Gàl·lia), o abreujat Noticia Galliarum, és un registre romà de ciutats que data dels segles IV-VI dC.

## Descripció
El registre està dividit en dos encapçalaments. Deu províncies figuren sota la diòcesi de la Gàl·lia i set sota la diòcesi de les Set Províncies. Es dona la capital de cada província i després se n'enumeren les seves altres ciutats (civitates). Reben els seus noms ètnics, és a dir, "ciutat de [persones]". Hi apareixen un total de 115 ciutats juntament amb sis o set castra (forts) i un portus (port).

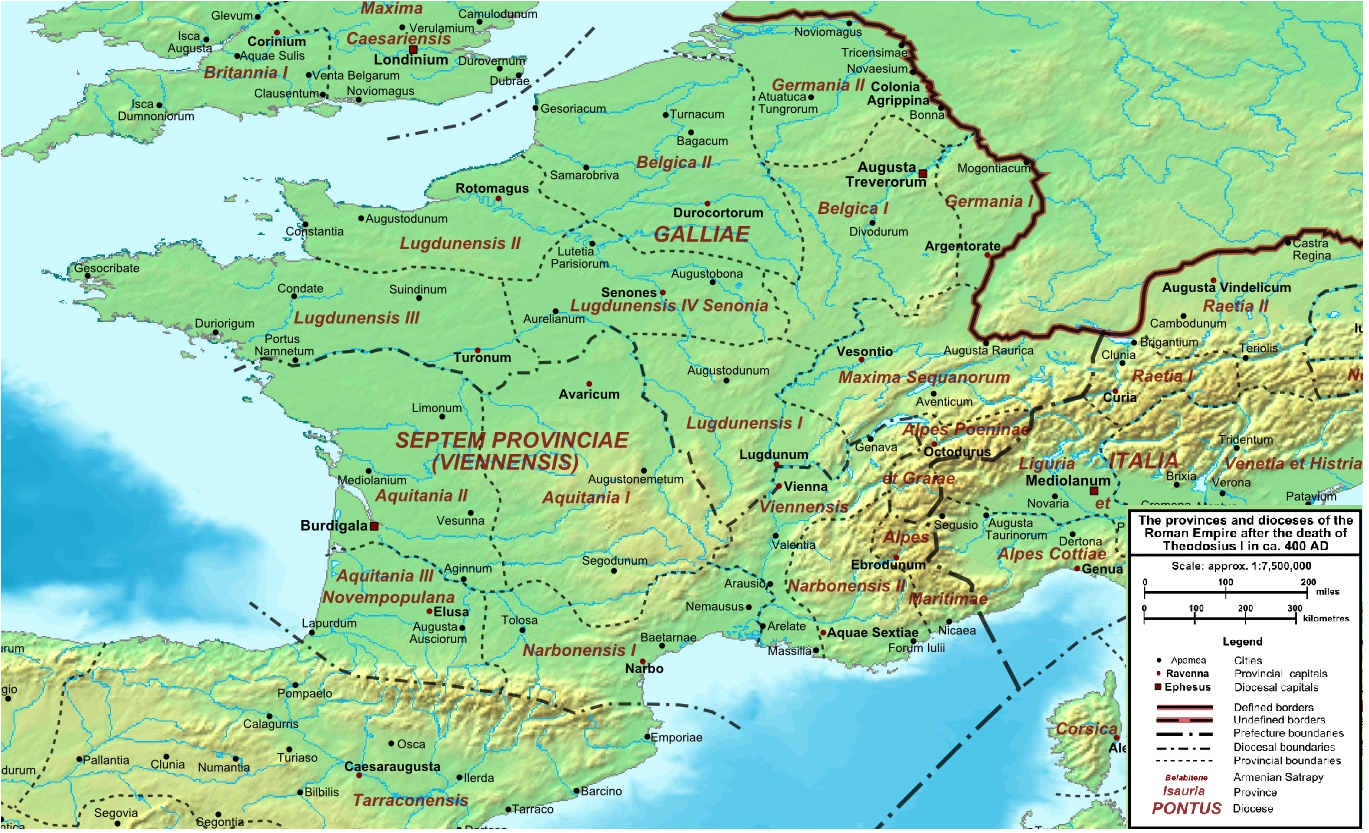
Diòcesis i províncies de la Gàl·lia vers el 400 dC.

La llista original probablement es va elaborar durant el regnat de Magne Màxim (383–388). La seva rúbrica diu que es va fer per ordre dels bisbes, tot i que molt probablement això s'hagués afegit posteriorment, quan es va actualitzar la llista. Les civitates que apareixen a la Notitia són paral·leles a les diòcesis de l'església romana durant el segle vi, no com passava durant segle IV. Probablement va ser en aquella època quan es van afegir, juntament amb la rúbrica, els castra i portus que havien anat adquirit alguns bisbes. El propòsit dels bisbes era evitar disputes sobre l'autoritat metropolitana, "per tal que l'antiguitat no fos capgirada per cap eventualitat".

## Manuscrits
La Notitia Galliarum va continuar sent un document de referència important durant tota l'Edat Mitjana i es conserva en més de 100 manuscrits, que són en la seva majoria col·leccions canòniques. Els més antics es conserven en dos còdexs: el Parisinus Latinus 12097, datat al segle vi, i el Coloniensis 212, datat al segle VII.

## Ciutats referenciades
Llista de les províncies romanes amb les ciutats (pel nom actual) que apareixen al Notitia Galliarum:
- Lugdunensis Prima
Lió
Autun
Langres
Chalon-sur-Saône
Mâcon
- Lugdunensis Secunda
Rouen
Bayeux
Avranches
Évreux
Sées
Lisieux
Coutances
- Lugdunensis Tertia
Tours
Le Mans
Rennes
Angers
Nantes
Corseul
Vannes
Carhaix
Jublains
- Lugdunensis Senonia
Sens
Chartres
Auxerre
Troyes
Orleans
París
Meaux (municipi de Sena i Marne)
- Belgica Prima
Trier
Metz
Toul
Verdun (Mosa)
- Belgica Secunda
Reims
Soissons
Châlons
Vermand
Arràs
Cambrai
Tournai
Senlis (Oise)
Beauvais (municipi de l'Oise)
Amiens
Thérouanne
Boulogne
- Germania Prima
Magúncia
Estrasburg
Espira
Worms
- Germania Secunda
Colònia
Tongeren
- Maxima Sequanorum
Besançon
Nyon
Avenches
Basilea
Windisch
Yverdon
Horwrig-Wihr
Augst
Port-sur-Saône
- Alpes Graiae et Poeninae
Moûtiers
Martigny
- Septem Provinciae
Viena
Ginebra
Grenoble
Aps
Dia
Valença
Sant Paul de Tricastin
Vaison
Aurenja
Cavalhon
Avinhon
Arle
Marsella
Carpentràs
- Aquitanica Prima
Bourges
Clarmont d'Alvèrnia
Rodés
Albi (Llenguadoc)
Caors
Llemotges
Jàvols
Sant Paulian
- Aquitanica Secunda
Bordeus
Agen
Angulema
Saintes
Poitiers
Perigús
- Novempopulània
Eusa
Auch
Dacs
Leitora
Sant Bertran de Comenge
Sent Líser
La Tèsta
Pau
Aira
Vasats
Tarba
Auloron
- Narbonensis Prima
Narbona
Tolosa
Besiers
Nimes
Lodeva
Usès
Agde
Magalona
- Narbonensis Secunda
Ais de Provença
Ate
Riés
Frejús
Gap
Sisteron
Antíbol
- Alpes Maritimae
Ambrun
Dinha
Barceloneta
Castelana
Seneç
Glandèves
Cimier
Vença

### Publicacions del document
- Mommsen, Theodor. «Notitia Galliarum». A: Monumenta Germaniae Historica (MGH), Scriptores, Auctores antiquissimi, IX : Chronica minora saec. IV. V. VI. VII..  Berlín: Weidmann, 1892, p. 552-612.
- Seeck, Otto. «Notitia Galliarum». A: Notitia dignitatum : accedunt notitia urbis Constantinopilitanae et laterculi provinciarum.  Berlín: Weidmann, 1876, p. 261-274.